# شون ماكمانوس (قسيس)
شون ماكمانوس (بالإنجليزية: Seán McManus)‏ هو قسيس أمريكي، ولد في 1944.